# Грот, Мартин
Мартин Грот (нем. Martin Groth; род. 20 октября 1969, Ганновер) — немецкий футболист, играл на позиции полузащитника.

## Карьера
Выступал за «Ганновер 96», «Ганзу», «Гамбург» и «Любек». В дебютном сезоне высшего немецкого дивизиона — Бундеслиге в составе «Ганновера» сыграл в 1 матче, 14 мая 1988 года выйдя на замену на 78-й минуте гостевой игры 33-го тура чемпионата против «Айнтрахта» (3:3), в следующем сезоне Бундеслиги сыграл 16 матчей, забил 2 мяча, в дальнейшем играл за «Ганновер» во Второй Бундеслиге. В 1995 году перешёл в «Ганзу», вышедшую в Бундеслигу, где отыграл 3 сезона. Следующие 5 сезонов в Бундеслиге провёл в «Гамбурге», был его капитаном. Сезон 2003/04 провёл в клубе Второй Бундеслиги «Любек», после чего играл в команде регионального уровня из Лангенхагена. Являлся спортивным директором «Лангенхагена».
В клубных турнирах УЕФА (включая Кубок Интертото с 1995 года) сыграл 10 матчей, забил 1 гол (в Кубке Интертото 1999 — 6 матчей, 1 гол, в Лиге чемпионов 2000/2001 — 2 матча в квалификации и 2 матча первого группового раунда).

## Достижения
- Обладатель Кубка Германии: 1991/92